# 柳季諾沃
53°52′N 34°27′E / 53.867°N 34.450°E
柳季諾沃（俄语：Людиново）是俄罗斯卡卢加州西南部的一个城市，距离州府卡卢加西南188公里，2002年人口41,829人。
1626年首見於文獻，1938年建市。